# Linggo Sari
Linggo Sari is een bestuurslaag in het regentschap Musi Banyuasin van de provincie Zuid-Sumatra, Indonesië. Linggo Sari telt 1931 inwoners (volkstelling 2010).